# Twarz księżyca. Powieść z wieków III–IV
Twarz księżyca. Powieść z wieków III–IV – pierwszy tom trylogii Teodora Parnickiego Twarz księżyca wydana w 1961 roku.

## Okoliczności powstania
Po przybyciu do Meksyku Parnicki poświęcił lata 1945 i 1946 na pisanie powieści z czasów Dioklecjana i Konstantyna Wielkiego. W miarę pisania, poszczególne fragmenty przesyłał swemu przedwojennemu wydawcy Marianowi Kisterowi. W sumie wysłał mu około 150 stron maszynopisu. Książka bardzo się podobała, zarówno Kisterowi, jak i jego współpracowniczce Marcie Wańkowicz-Erdamn. Na początku 1947 powieść była na ukończeniu. Autor odszedł jednak od tematu, a to co z rękopisu zostało u niego, zniszczył. W 1951 zapragnął kontynuować pracę i szukał czy rękopis nie ocalał. Wkrótce zabrał się jednak do pracy nad Słowem i ciałem, a potem nad Końcem «Zgody Narodów».
Kiedy w 1958 i 1959 wydał te powieści w Pax-ie, powrócił do zarzuconego tematu powieści z czasów Konstantyna. Nadał wówczas utworowi tytuł Twarz księżyca, zaczerpnięty z Marii Stuart Słowackiego. Ostatecznie zdecydował się na powieść, pomyślaną tak, by stanowiła zamknięcie trylogii Światy mieszańców, której część I miałby stanowić Koniec «Zgody Narodów», a część II – Słowo i ciało. Pracę nad nią ukończył 15 czerwca 1960. Przez jakiś czas po jej ukończeniu nosił się z zamiarem napisania jej drugiej części, która miałaby tytuł: Krótki jest czas wolności. Powieść ukazała się pod koniec kwietnia 1961 w wydawnictwie Pax, w nakładzie 20.000 egzemplarzy.

## Tajemnica położenia Ziemi
W Twarzy księżyca, Chozroes, bohater Słowa i ciała, a obecnie od dawna król Armenii, jest już starcem. Cały czas spędza w swojej warowni, położonej na niedostępnym szczycie górskim. Wzniósł tam przybytek boga Mitry, Mitreum, kryte dziwną półkolistą kopułą. Chozroes twierdzi, że w podziemiach Mitreum znajduje się zejście do głębokiej podziemnej groty, w której pali się wieczny, święty ogień. Jest to więc miejsce straszne i święte, znajdujące się pod opieką bóstw niebieskich i podziemnych. Ludzie utrzymują, że starzec oddaje się w świątyni badaniom tajemnicy rzeczywistego położenia Ziemi we wszechświecie, a szczególnie względem Słońca.
Przed laty, w Słowie i ciele,  tenże Chozroes próbował uciec aż do Chin, byle umknąć przed życzeniem matki, by poświęcił życie na odtworzenie dowodu matematycznego ich przodka Seleukosa, który uzasadnił tezę, że Ziemia obraca się wokół Słońca. Inna bohaterka tamtej powieści gotowa była wyłożyć ogromne sumy, by uzyskać zgodę Króla Królów na osuszenie łożyska Tygrysu, na którego dnie miała się znajdować skrzynka zawierająca zapis dowodu Seleukosa. W Twarzy księżyca zagadnienia będące przedmiotem badań Chozroesa, są dla głównej bohaterki Mitroanii i jej spadkobierców sprawą najważniejszą, motorem ich wszelkich działań, które przybierają pozór walki o władzę o majątek, sławę czy miłość. W niej streszcza się tajemnica kosmosu, bóstwa i człowieczeństwa.

## Opowieść Mitroanii
Początek książki opowiada o młodym pasterzu z Dardanii, rzymskiej prowincji, który zraniwszy poborcę podatkowego uciekł w góry i przystał do gromady zbiegów. Żyli poza prawem z rozboju. Dali się jednak zaciągnąć do armii rzymskiej. Były pasterz, Ragon, zasłużywszy się podczas wojny z Sarmatami, został nadzorcą wojskowym nad kopalnią żelaza i właścicielem najokazalszej willi w Naissus. Z wojny przywiózł brankę Mitroanię, która twierdziła, że pochodzi z rodu królów Chorezmii. W tym miejscu niepostrzeżenie powieść zmienia się opowieść branki, trwającą latami aż do końca utworu.
Mitroania układa księgę żywym słowem tworzoną. Najważniejszym jej fragmentem jest opis jej majaczeń z czasu choroby, przebytej pod koniec życia. Wydawało się jej wówczas, że znalazła się na Przeciwziemi, planecie będącej siedzibą bogów i umarłych. Skrzydlate potwory wypijają z niej krew, która wlana do kotła, zamienia się w parę, która ma napędzić pojazd międzyplanetarny Naczelnego Mechanika Przeciwziemi – Chrystusa. Dzięki pojazdowi powróci na Ziemię, czego oczekują ciemiężeni przez rzymskich cesarzy chrześcijanie. W pogmatwanych, gorączkowych obrazach sennych Mitroanii objawia się zaszyfrowana tajemnica badań Chozroesa i podróży Septymiusza Senecjona z barbarzyńskiej Hibernii na zachód do resztek Atlantydy, skąd powrócił przez Chozroesową Armenię.

## Science-fiction
Fantastyczność snu Mitroanii wynika ze stanu jej umysłu. Gorączka i sen ujawniają jej nieświadomość. Materią wytwarzanych przez nią obrazów są wyobrażenia różnych kultur, na których styku się wychowała, wzbogacone o mitologię Atlantów, przekazaną przez Senecjona. Tak przez furtkę psychoanalizy w świat powieściowy Parnickiego wkracza fantastyka. Science-fiction to drugi obok powieści kryminalnej gatunek literatury masowej, który przeniknął do uważanej powszechnie za elitarną twórczości Parnickiego.
Elementy tego gatunku pojawiają się już we wcześniejszych powieściach Parnickiego. W Srebrnych orłach jeszcze dość marginalnie, w Końcu «Zgody Narodów» w postaci wynalazku Orestesa syna Orestesa, ostatecznie zatopionym w wodach Oksosu. W Słowie i ciele pasje naukowe bohaterów powieści skupiają się głównie wokół astronomii i matematyki. Otoczenie traktuje ich jak nieszkodliwych dziwaków. W Twarzy księżyca ta sama wiedza o ruchu planet i położeniu Ziemi względem Słońca i jej kulistości jest zazdrośnie strzeżoną tajemnicą. W opisie Chozroesowego Mitreum, jego konstrukcji, zgromadzonych w nim przyrządów, jak również we śnie Mitroanii, zaznacza się z kolei fascynacja mechaniką i wynalazkami naukowymi. Te charakterystyczne dla fantastyki naukowej motywy pojawiają się w kontekście teologicznym. Służą do opisania istoty bóstwa i relacji między boskością a człowieczeństwem.

## Postacie z powieści
- Arsamuch Pokojodawca – król Chorezmii i twórca jej niezależności († 234).
- Wazamar –  siostrzeniec Arsamucha i jego następca na tronie chorezmijskim († 274).
- Mitroania –  domniemana córka Wazamara († 313).
- Rago – pasterz dardański, pierwszy mąż Mitroanii, protoplasta rodu Ragonidów († 239).
- Klaudiusz – syn Ragona i jego pierwszej żony, Teuty, cesarz rzymski w latach 268-270.
- Kwintyliusz – syn Ragona i jego pierwszej żony, Teuty, cesarz rzymski w 270 roku.
- Septymiusz Senecjo – syn Mitroanii i Klaudiusza lub Kwintyliusza, sławny lekarz († 270).
- Anulinus starszy – drugi mąż Mitroanii († 287).
- Anulinus młodszy – syn Anulina starszego i Mitroanii, prokonsul prowincji afrykańskich  (★ ok. 254).
- Sykoriusz Pompejusz – pasierb Septymiusza Senecjona, znakomity architekt (★ 249).
- Sykoriusz Probus – syn Sykoriusza Pompejusza, prefekt pretorium (★ 283).
- Lolia Urbika – żona cesarza Karynusa, kochanka jego brata Numeriana.
- Euecjusz Georgiusz – przywódca chrześcijan nikomedyjskich, skarbnik cesarza Dioklecjana.
- Minerwina – prawnuczka Mitroanii, legalna konkubina Konstantyna (★ 283).
- Senecjo – prawnuk Mitroanii.
- Afrygus – syn Mitroanii, władca Chorezmii, założyciel nowej dynastii (★ 274 lub 275).